# آکادمی فرهنگ دانشگاه تارتو ویلیاندی
آکادمی فرهنگ دانشگاه تارتو ویلیاندی (استونیایی: Tartu Ülikooli Viljandi Kultuuriakadeemia) یک مرکز آموزش عالی در شهر ویلیاندی، استونی است که در سال ۱۹۵۲ تاسیس شده، این دانشگاه در سال ۲۰۰۵ با دانشگاه تارتو ادغام شد.

## دپارتمان‌ها
- دپارتمان آموزش فرهنگ
- دپارتمان هنرهای نمایشی
- دپارتمان موسیقی
- دپارتمان صنایع دستی بومی استونی